# Ка Новело (Венеција)
Ка Новело (итал. Ca' Novello) је насеље у Италији у округу Венеција, региону Венето.
Према процени из 2011. у насељу је живело 45 становника. Насеље се налази на надморској висини од -3 м.